# Symphonie no 11 de Lokchine
Pour les articles homonymes, voir Symphonie no 11.
La Symphonie no 11 de Lokchine, est une symphonie avec soprano et orchestre de chambre en cinq mouvements, composée en 1976, par Alexandre Lokchine sur un sonnet de Luís de Camões. Elle est créée à Moscou en 1980, par la soprano Ludmila Sokolenko et un ensemble de solistes de l'orchestre symphonique d'État, sous la direction de Guennadi Rojdestvenski.

## Histoire
Comme dix des onze symphonies de Lokchine, il s'agit d'une symphonie vocale. Dans cette symphonie l'intervention de la soprano est placé à la fin, à l'instar de la quatrième symphonie de Gustav Mahler. Le texte du sonnet 143 de Luís de Camões, dans une traduction en russe de Valentin Parnakh, a attendu trente-trois ans pour être mis en musique, conservé dans un des carnets où le compositeur plaçait sa sélection de vers.

## Mouvements
Tous les mouvements sont enchaînés.
1. Introduzione. (Andante  = 66)
2. Tema. (in tempo)
3. Variation 1. (in tempo)
4. Variation 2. (Lo stesso tempo, poco a poco acceler)
5. Variation 3.
6. Variation 4. (Andante  = 66)
7. Variation 5. (Adagio  = 56)
8. Variation 6. (Sostenuto  = 80)
9. Variation 7.
10. Variation 8. (Lento  = 50)
11. Coda. (Adagio  = 56)

Durée : 21 minutes

## Texte
| « A formosura desta fresca serra, E a sombra dos verdes castanheiros, O manso caminhar destes ribeiros, Donde toda a tristeza se desterra ; O rouco som do mar, a estranha terra, O esconder do sol pelos outeiros, O recolher dos gados derradeiros, Das nuvens pelo ar a branda guerra : Em fim, tudo o que a rara natureza Com tanta variedade nos offrece, M'está (se não te vejo) magoando. Sem ti tudo me enoja, e me aborrece ; Sem ti perpetuamente estou passando Nas mores alegrias môr tristeza. » |  |  |  | « La beauté de ces fraîches montagnes Et l'ombre des châtaigniers verts, La promenade douce de ces ruisseaux, Où toute tristesse est bannie ; Le bruit rauque de la mer, la terre étrange, La dissimulation du soleil par les collines, Le rassemblement du dernier bétail, Des nuages dans l'air, la douce guerre : Enfin, tout ce que la nature rare Avec tant de variété nous offre, M'apporte (si je ne te vois pas) la douleur. Sans toi, tout me fâche et me déteste ; Sans toi, je passe sans cesse La plus grande joie à la plus grande tristesse. » |

## Instrumentation
| Instrumentation de la Symphonie no 11                                      |
| Cordes                                                                     |
| premiers violons, seconds violons, altos,violoncelles, contrebassesharpe   |
| Bois                                                                       |
| flûte, hautbois, cors anglais,2 clarinettes en la, clarinette basse,basson |
| Cuivres                                                                    |
| cor, trompette, trombone ténor,                                            |
| Percussions                                                                |
| timbales, triangle, wood-blocktambour, gong, tam-tam, cloche,piano         |

## Éditions
La partition est publiée par Le Chant du monde et à Moscou, Compositeur soviétiques en 1983.

## Discographie
- Symphonie no 11 - Ludmila Sokolenko, soprano ; solistes de l'orchestre symphonique d'État, dir. Guennadi Rojdestvenski (1980, Melodiya MEL CD 10 01983)
- Symphonie no 11 - Jeffrey Black, baryton ; Grosse Orchester Graz, dir. Michel Swierczewski (juin 2004, BIS CD-1456) (OCLC 706714882)

### Notices discographiques
- (dirigé par Guennadi Rojdestvenski), « Symphonies nos 4, 9 et 11) ; Fantaisie hongroise », p. 2–5, Melodiya MEL CD 10 01983, 2012 .
- Josef Benheimb (dirigé par Michel Swierczewski), « Symphonies nos 5, 9 et 11 », p. 22–28, BIS CD-1456, 2006 (Lire en ligne) (OCLC 706714882) .